# Іво Вайгль
Іво Вайгль (нар. 3 березня 1943, Марибор) — словенський політик, колишній міністр закордонних справ Словенії, від 2009 депутат до Європарламенту.

## Біографія
Закінчив навчання у сфері біотехнології в Люблянському університеті. Працював журналістом, в 1984 став консулом Югославії в Клівленді. У 2004 року виконував обов'язки міністра закордонних справ в кабінеті Антона Ропа. Потім до 2007 виконував обов'язки радника президента Янеза Дрновшека. Від 2008 був депутатом і головою комісії у закордонних справах в словенському Національному Зібранні.
Від 1990 належав до Ліберально-демократичної партії Словенії, балотувався в 2005 на посаду голови партії, поступився Jelkiem Kacinem. У 2007 відійшов від ЛДПС, вступивши до нової партії під назвою Зарес. У 2009 році пі час виборів до Європарламенту за списками цієї партії став депутатом Європарламенту. У ПЄ став членом групи за порозуміння лібералів та демократів Європи, а також членом Комісії у справах розвитку.